# Ніл Доу
Ніл Доу (англ. Neal Dow, 20 березня 1804, Портленд — 2 жовтня 1897, Портленд) — американський адвокат і політичний діяч, 9-ий та 11-ий мер Портленда, штат Мен (1851—1852, 1855—1856). Відомий як «Батько сухого закону»,

## Біографія
Доу народився в сім'ї квакерів в Портленді, штат Мен в 1804 році. З раннього віку, він брав активну участь в справі заборони алкоголю, який вважав причиною багатьох проблем суспільства. У 1850 році Доу був обраний президентом Союзу тверезості Мена, а в наступному році був обраний мером Портленда. Незабаром після цього завдяки зусиллям Доу законодавчі збори штату заборонили продаж і виробництво алкоголю, що стало відомо як Закон штату Мен. Як мер міста Портленд Доу виконанував закон і закликав до більш суворих заходів покарання для порушників. У 1855 році його противники влаштували безлади і Ніл наказав міліції штату відкрити вогонь по натовпу. Одна людина була вбита і кілька отримали поранення, а коли реакція громадськості на насильство обернулася проти Доу, він вирішив не балатуватись на другий термін.
Пізніше Доу був обраний на два терміни в законодавчі збори штату, але пішов у відставку після фінансового скандалу. Він приєднався до армії Союзу незабаром після спалаху американської громадянської війни в 1861 році і дослужився до звання бригадного генерала. Він був поранений під час облоги Порт-Гадсона, а потім потрапив у полон. Після того як його обміняли на іншого офіцера в 1864 році, Доу пішов в відставку з військової служби та присвятив себе ще раз забороні алкоголю. Він виступав по всіх Сполучених Штатах, Канаді та Великій Британії на підтримку справи. У 1880 році Доу від Прогібіціоністської партії брав участь у виборах президента Сполучених Штатів, набравши 10 305 голосів (0,1 %). В подальшому продовжував писати і виступати від імені прогібіціоністів всю решту життя. Ніл Доу помер в Портленді в 1897 році у віці 93 років.